# Valle de Lavant

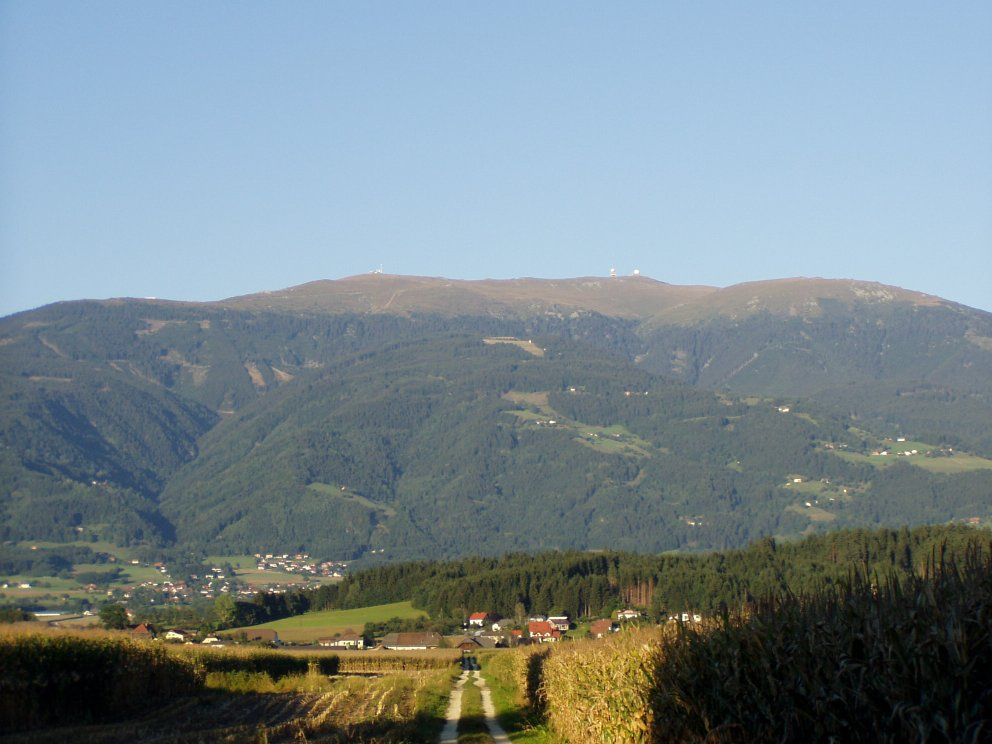
Koralpe

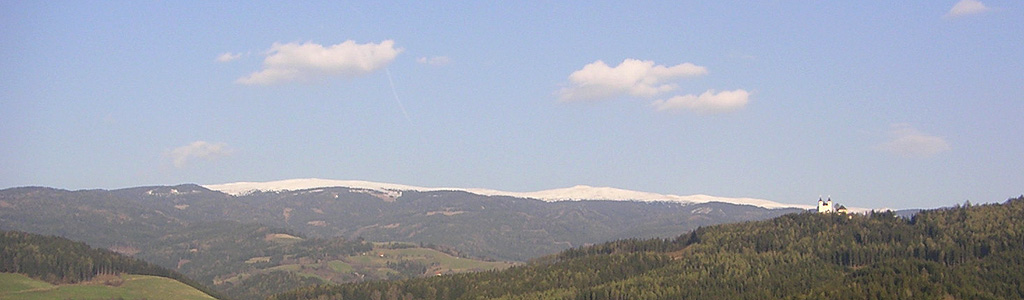
Saualpe

El valle de Lavant (en alemán: Lavanttal, en esloveno: Labotska dolina o Laboška dolina; Sur de Baviera: Lovnthol) se encuentra en los Alpes Lavanttal en el sur de Austria en la parte oriental del estado de Carintia. Cubre poco menos de 1.000 km², y en la zona viven aproximadamente 60.000 personas.

## Geografía
El río Lavant fluye a través del valle, tiene su origen en el Zirbitzkogel en Estiria y desemboca en el Drau cerca de Lavamünd. Se divide en el Valle Superior de Lavant (en alemán: Oberes Lavanttal), que se encuentra al norte de Twimberger Graben, y el valle inferior de Lavant (en alemán: Unteres Lavanttal), que está más al sur. El valle más bajo y más ancho se encuentra entre las montañas de Koralpe y Saualpe. El valle superior de Lavant se encuentra entre el Packalpe y los Alpes de Seetal.
El valle de Lavant forma la mayor parte del distrito administrativo de Wolfsberg.

## Nombre
El valle debe su nombre al río Lavant, que lo atraviesa a lo largo de 64 km de norte a sur. Nace en la región fronteriza entre Estiria y Carintia, en el monte estiriano de Zirbitzkogel. Cerca de Lavamünd, en la parte más meridional del valle de Lavant, el Lavant desemboca en el Drava.

## Clima
El clima del valle de Lavant es relativamente seco, con unos 800 mm de precipitaciones anuales. El valle sufre a menudo una inversión térmica durante el semestre de invierno, lo que provoca niebla y altos niveles de contaminación en el fondo del valle. Por ello, los terrenos situados a media altura, entre 800 m y 1.000 m, son los preferidos desde el punto de vista climático; son más soleados y cálidos que los del fondo del valle.

## Agricultura
El cultivo de maíz y la cría de cerdos y pollos son las principales formas de agricultura en el valle. En el bajo valle de Lavant y en el adyacente valle de Granitz hay muchos huertos, sobre todo de manzanas que se utilizan para elaborar productos de sidra y aguardiente. Aquí también hay varios huertos de pradera. Otra especialidad son los espárragos. La mayoría de los viñedos de Carintia, sólo unas 20 ha, se encuentran en el valle de Lavant.
En las zonas más altas y también en el Alto Valle de Lavant, la agricultura está dominada por los pastizales cultivados. Es muy importante la industria maderera con sus grandes masas de abeto en el Koralpe y el Saualpe.

## Arte y cultura
Personalidades artísticas reconocidas como Christine Lavant, Switbert Lobisser y Gerhart Ellert han hecho mucho para promover la cultura del valle. Hay exposiciones especiales regulares en el monasterio benedictino de San Pablo, que mejoran las extensas colecciones de arte.

## Literatura
- Bäk, Richard: "Geologie und Landschaftsbild des Kärntner Lavanttales", en: Schatzhaus Kärntens: Landesausstellung St. Paul 1991, 900 Jahre Benediktinerstift, Klagenfurt, 1991, vol. 2, págs. 309 y sigs.,ISBN 3-85378-377-5
- Schober, Eduard: Das Lavanttal, Wolfsberg, 1990
- Thelian, Werner und Richter, Nicole: Lust auf Lavanttal, Klagenfurt, 2007,ISBN 978-3-9502341-0-7

- Datos: Q1808830